# Řád Vilémův (Hesensko)
Řád Vilémův (německy Wilhelmsorden) byl hesensko-kasselský řád. Založil ho 20. srpna 1851 hesenský kurfiřt Fridrich Vilém I. Hesensko-Kasselský. Vznikl ze tří nižších tříd Řádu zlatého lva. Řád zanikl v roce 1866 anexí Hesenska-Kasselska Pruskem.

## Vzhled řádu
Odznakem je zlatý maltézský kříž provedený v červeném smaltu s bílým lemem. Ve středu kříže je osmicípá stříbrná hvězda s modrým medailonem, na kterém je vyobrazen zlatý korunovaný lev, obklopený heslem VIRTUTE ET FIDELITATE (Ctnosti a věrnosti). Na reverzu jsou iniciály WK (Wilhelm Kurfürst / Vilém kurfiřt). Řád je převýšený korunkou nad kterou je potom umístěna řádová stuha.
Hvězda velkokříže je stříbrná a osmicípá s řádovým křížem ve svém středu. Hvězda komandéra 1. třídy je pak samotný stříbrný nesmaltovaný kříž. Stuha červená s bílými okraji.

## Dělení
Řád se dělil na celkem pět tříd, a to :
- velkokříž - velkostuha, hvězda
- komandér 1. třídy - u krku, hvězda
- komandér 2. třídy - u krku
- rytíř - na prsou (v řádovém kříži chybí hvězda)
- nositel - na prsou, kříž nesmaltovaný.[1]

## Galerie

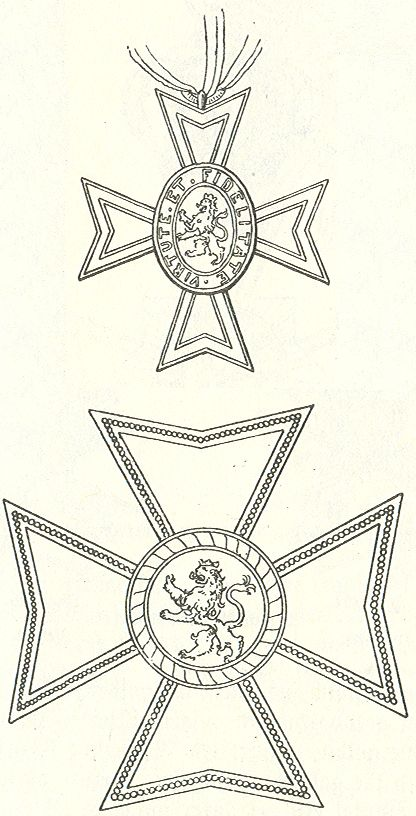
Kříž rytířského stupně a dvězda komadéra 1. třídy.